# Mesopolobus ripicola
Mesopolobus ripicola är en stekelart som beskrevs av Jean-Yves Rasplus 1989. Mesopolobus ripicola ingår i släktet Mesopolobus och familjen puppglanssteklar.
Artens utbredningsområde är Elfenbenskusten. Inga underarter finns listade i Catalogue of Life.